# 국도 제7호선

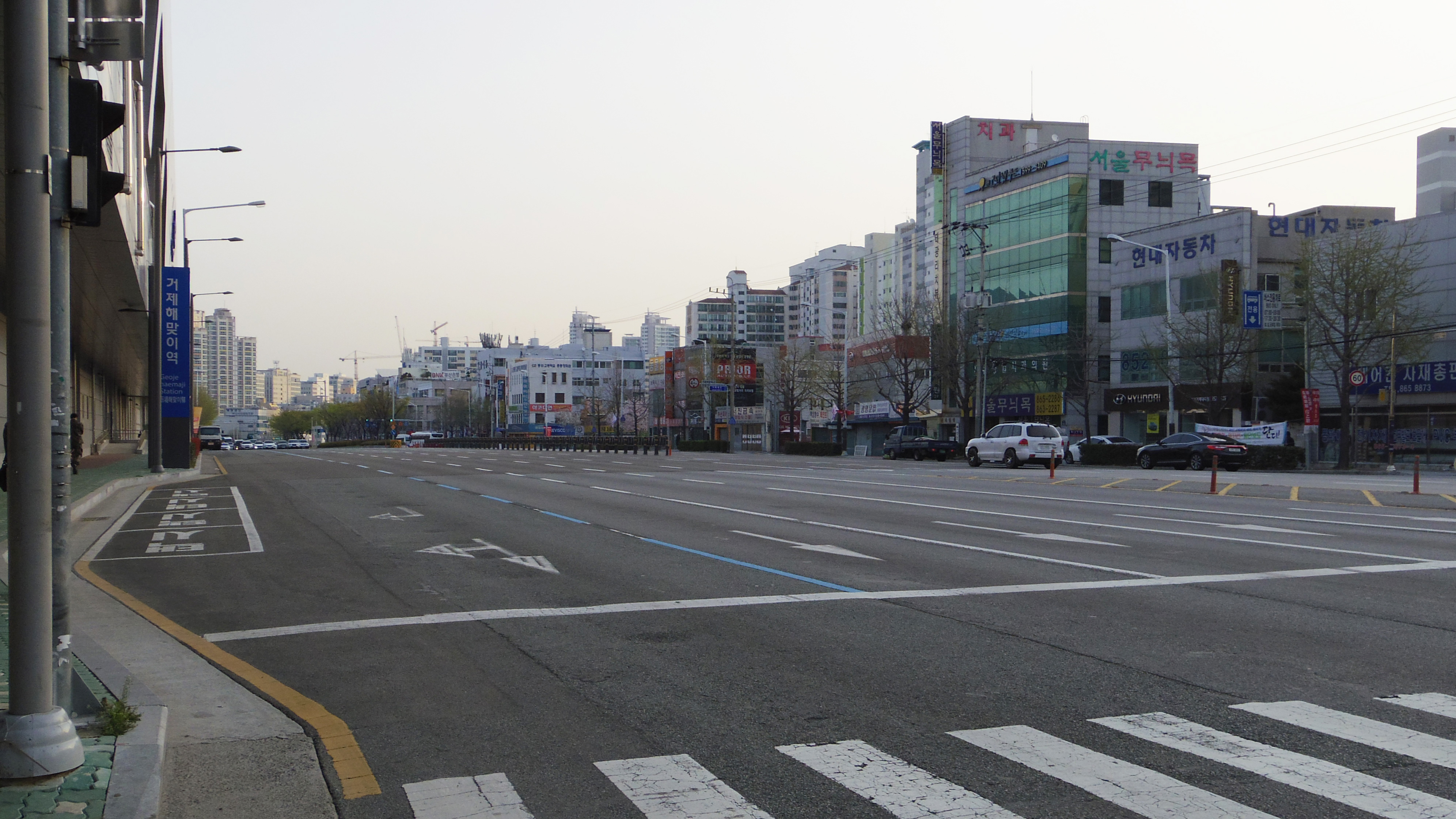
거제해맞이역 근처로 지나가는 국도 7호선

국도 제7호선(國道第七號線, 남한 구간은 의 일부)은 부산광역시 중구 중앙동 옛시청 교차로와 함경북도 온성군 남양면을 잇는 대한민국의 일반 국도이다.

## 역사
국도 제7호선은 한반도의 동해안을 종단하는 간선도로로서, 그 연원은 일제강점기까지 거슬러 올라간다. 1930년대 일제는 부산에서 원산에 이르는 교통로를 정비하였는데, 이는 동해안 지역의 자원 수탈과 군사적 통제를 용이하게 하기 위함이었다. 이로써 오늘날 국도 제7호선의 전신이 마련되었다.
1945년 광복과 1953년 한국전쟁을 거치며 한반도가 남북으로 분단되자, 국도 제7호선은 원래의 종점인 원산으로 더 이상 이어지지 못하였다. 이로써 본 도로는 남한 지역에서만 유지되었으며, 그 종점은 강원도 고성군 현내면, 휴전선 인근으로 단축되었다.
1960년대 이후 대한민국 정부가 경제개발 5개년 계획을 추진함에 따라 국도 제7호선 역시 확장과 포장 공사를 거듭하였다. 부산·울산·포항·동해·삼척 등 동해안의 주요 산업도시 및 항만을 연결하는 교통 축으로서 기능하면서, 본 도로는 국가 산업 발전의 중요한 기반으로 자리매김하였다.
1990년대 이후에는 교통량 분산과 물류 효율성 제고를 목적으로 국도 제7호선과 병행하는 동해고속도로가 건설되었다. 이 과정에서 일부 구간은 국도에서 국가지원지방도로 격하되기도 하였으며, 고속도로 및 다른 간선도로와의 연계를 통해 교통망의 일환으로 재편되었다.
오늘날 국도 제7호선은 부산에서 출발하여 울산, 포항, 영덕, 동해, 강릉, 속초를 거쳐 고성에 이르는 노선으로 이어진다. 이는 동해안의 항만, 공업지대, 관광지를 하나의 축으로 연결하는 교통로이자, 휴전선 인근까지 이어지는 군사적으로 중요한 노선으로 평가된다. 향후 통일이 성취될 경우 국도 제7호선은 원산으로 다시 이어져 동북아 교통망의 중추로 발전할 가능성을 지니고 있다.

## 연혁
- 1971년 8월 31일: 일반국도노선지정령에 의해 국도 제7호선 부산~온성선이 됨.[4]
- 1975년 10월 1일: 양양군 손양면 상양혈리~밀양리 총 226m 구간 개통 및 기존 249m 구간 폐지[5]
- 1976년 4월 7일: 명주군 옥계면 초구리~강동면 모전리 총 5.111 km 구간 개량[6]
- 1976년 9월 21일: 삼척군 삼척읍 교리~명주군 묵호읍 부곡리 14.85 km 구간 개통 및 기존 17.82 km 구간 폐지[7]
- 1979년 1월 31일: 삼척~포항 구간 2차선 개통.[8]
- 1980년 2월 22일: 삼척군 원덕면 호산리~삼척읍 사직리 41.064 km 구간 개통 및 기존 44.5 km 구간 폐지, 명주군 사천면 방동리~미노리 397m 구간 개통 및 기존 1.2 km 구간 폐지, 삼척군 삼척읍 교리~정상리 2.98 km 구간 개통 및 기존 3.8 km 구간 폐지[9]
- 1981년 1월 20일: 삼척군 원덕읍 호산리~월천리 4.172 km 구간 개통 및 기존 5.87 km 구간 폐지[10]
- 1988년 8월 6일: 고성군 죽왕면 공현진리 우회도로 760m 구간 개통[11]
- 1989년 3월 11일: 울주군 청량면 율리 일대 구 도로부지 폐지[12]
- 1989년: 포항~울진 구간 4차선 확장공사 착공.
- 1992년: 포항~청하 구간 4차선 확장 개통.[13]
- 1994년 7월 15일: 명주군 옥계면 산성우리~강동면 안인진리 9.9 km 구간 개통[14]
- 1996년 7월 1일: 기점을 '부산직할시 중구'에서 '부산광역시 중구'로 변경함.[15]
- 1998년 11월 25일: 대복고가차도(울주군 웅촌면 대복리) 872m 구간 개통[16]
- 1999년 7월 19일: 고성군 토성면 용촌리~죽왕면 문암리 7.7 km 구간 확장 개통, 기존 3.11 km 구간 폐지[17]
- 1999년 10월 1일: 속초시 교동~고성군 토성면 용촌리 5.39 km 구간 확장 개통, 기존 10.6 km 구간 폐지[18]
- 1999년 12월 31일: 경주시 천북면 신당리 1.65 km 구간 재가설 개통[19]
- 2000년 2월 24일: 경상북도 울진군 북면 고목리~강원도 삼척시 원덕읍 월천리 10.64 km 구간을 자동차 전용도로로 지정[20]
- 2000년 10월 25일: 삼척시 원덕읍 월천리~호산리 1.97 km 구간 확장 개통, 기존 1.89 km 구간 폐지[21]
- 2001년 4월 16일: 울진군 근남면 수산리 3.12 km 구간 확장 개통[22], 기존 울진군 근남면 노음리~수산리 2 km 구간 폐지[23]
- 2002년 1월 5일: 덕계지하차도(양산시 웅상읍 덕계리~평산리) 2.694 km 구간 개통[24]
- 2002년 7월 2일: 울진~죽변간 도로(울진군 근남면 수산리~울진읍 온양리) 5.4 km 구간 확장 개통[25]
- 2002년 7월 10일: 유강외팔교(경주시 강동면 유금리~포항시 남구 연일읍 유강리) 2.87 km 구간 확장 및 이설 개통[26]
- 2003년 2월 8일: 강원도 삼척시 오분동~근덕면 매원리 14.69 km 구간 자동차 전용도로 지정[27]
- 2003년 12월 31일: 울진~죽변간 도로(울진군 근남면 수산리~북면 고목리) 13.1 km 구간 확장 개통 및 기존 14.3 km 구간 폐지[28], 강구~영덕간 영덕우회도로(영덕군 영덕읍 남산리~화수리) 5.84 km 구간 확장 개통[29]
- 2004년 1월 1일: 강원도 강릉시 강동면 하시동리~청량동 4 km 구간 확장 개통[30]
- 2004년 12월 30일: 강원도 고성군 현내면 명호리~송현진리 4.2 km 구간 신설 개통[31]
- 2005년 1월 5일: 강원도 삼척시 오분동~근덕면 매원리 14.79 km 구간 확장 개통, 기존 15.11 km 구간 폐지[32]
- 2005년 2월 16일: 구 동해고속도로 강원도 강릉시 옥계면 낙풍리~강동면 상시동리 17 km 구간을 국도 제7호선으로 지정하고, 기존 국도 제7호선 24.14 km 구간 폐지[33]
- 2005년 6월 30일: 죽변~북면간 도로(경상북도 울진군 북면 고목리~강원도 삼척시 원덕읍 월천리) 10.86 km 구간 확장 개통 및 기존 11.65 km 구간 폐지, 원남~울진간 도로(경상북도 울진군 원남면 덕신리~근남면 구산리) 9.0 km 구간 확장 개통 및 기존 9.65 km 구간 폐지[34]
- 2005년 8월 1일: 영덕~성내간 도로(경상북도 영덕군 축산면 도곡리~병곡면 영리) 8.16 km 구간 확장 개통 및 기존 8.57 km 구간 폐지[35]
- 2005년 12월 27일: 영덕~성내간 도로(경상북도 영덕군 영덕읍 화수리~축산면 도곡리) 9.2 km 구간 확장 개통 및 기존 9.61 km 구간 폐지[36]
- 2006년 6월 23일: 강원도 고성군 현내면 사천리~명호리 2.55 km 구간 신설 개통, 기존 2.11 km 구간 폐지[37]
- 2006년 8월 11일: 삼척시 원덕읍 월천리~근덕면 궁촌리 20.04 km 구간을 자동차 전용도로로 지정[38][39]
- 2007년 2월 27일: 경주시 광명동~외동읍 구어리 25.72km 구간을 자동차 전용도로로 지정[40]
- 2009년 3월 20일: 강원도 삼척시 원덕읍 월천리 1.0 km 구간을 자동차 전용도로로 지정[41][42]
- 2009년 7월 20일: 병곡~평해~기성~원남간 도로(영덕군 병곡면 영리~울진군 기성면 사동리) 30.18 km 구간 확장 개통[43]
- 2009년 9월 2일: 북면~원덕~근덕간 도로(삼척시 원덕읍 호산리~근덕면 매원리) 20.04 km 구간 확장 개통[44]
- 2009년 12월 18일: 영덕 병곡~울진 원남 구간 및 울진 북면~삼척 근덕 구간 4차선 확장 개통.[45]
- 2010년 1월 22일: 병곡~평해~기성간 도로 확장 개통으로 인해 기존 영덕군 병곡면 영리~울진군 평해읍 학곡리 6.7 km 구간과 울진군 평해읍 평해리~기성면 정명리 9.17 km 구간 폐지[46]
- 2010년 12월 28일: 기성~원남간 도로(울진군 기성면 망양리 망양 교차로~망양1 교차로) 3.2 km 구간 확장 개통[47][48], 기존 울진군 기성면 정명리~원남면 덕신리 12.3 km 구간 폐지[49]
- 2011년 9월 27일: 양산시 동면 여락리~용당동 10.46 km 구간을 자동차 전용도로로 지정[50]
- 2012년 12월 31일: 고성군 현내면 제진리~사천리(제진 교차로~사천1 교차로) 1.65 km 구간 확장 개통, 기존 1.276 km 구간 폐지[51]
- 2013년 8월 20일: 간성~거진간 도로(고성군 간성읍 상리~거진읍 자산리) 6.9 km 구간 임시 개통[52][53]
- 2014년 10월 6일: 간성~현내간 도로(고성군 간성읍 신안리~거진읍 자산리) 6.9 km 구간 확장 개통, 기존 고성군 간성읍 신안리~거진읍 송포리 5.55 km 구간 폐지[54]
- 2015년 9월 10일: 현내~송현진간 도로 1공구(고성군 현내면 대진리~명파리) 5.1 km 구간 확장 개통 및 기존 5.61 km 구간 폐지[55], 현내~송현진간 도로 2공구(고성군 현내면 명파리~제진리) 1.36 km 구간 확장 개통 및 기존 1.38 km 구간 폐지[56]
- 2016년 8월 9일: 경상남도 양산시 용당동~울산광역시 울주군 웅촌면 대복리 7.0 km 구간을 자동차 전용도로로 지정[57], 울주군 웅촌면 대복리~청량면 문죽리 6.32 km 구간을 자동차 전용도로로 지정[58]
- 2016년 12월 20일: 간성~현내간 도로(고성군 거진읍 자산리~현내면 대진리) 8.1 km 구간 확장 개통, 기존 고성군 거진읍 봉평리~현내면 대진리 총 7.77 km 구간 폐지[59]
- 2017년 12월 31일: 경주시 관내 국도대체우회도로(내남~외동간 도로, 경주시 내남면 노곡리~외동읍 모화리) 15.4 km 구간 신설 개통[60]
- 2018년 7월 15일: 동해~강릉간 도로 중 동해시 망상해수욕장 2.14 km 구간 일부개통[61]
- 2018년 9월 20일: 경주시 관내 국도대체우회도로(효현~내남간 도로, 경주시 내남면 노곡리~건천읍 화천리) 8.74 km 구간 신설 개통[62], 기존 경주시내(경주시 외동읍 구어리~천북면 오야리) 32.1 km 구간 폐지[63]
- 2018년 12월 26일: 부산시계~웅상간 도로(경상남도 양산시 동면 개곡리~부산광역시 기장군 정관읍 두명리) 2.0 km 구간 확장 개통[64], 기존 경상남도 양산시 동면 개곡리~부산광역시 기장군 정관읍 월평리 3.1 km 구간 폐지[65]
- 2019년 4월 29일: 부산시계~웅상간 도로(부산광역시 기장군 정관읍 두명리~경상남도 양산시 용당동) 9.3 km 구간 신설 개통[66], 기존 부산광역시 기장군 정관읍 월평리~경상남도 양산시 용당동 10.2 km 구간 폐지[67]
- 2019년 6월 18일: 망상~옥계간 도로(동해시 망상동~강릉시 옥계면 낙풍리) 8.8 km 구간 확장 개통[68]
- 2020년 9월 28일: 추석 연휴인 10월 5일까지 웅상~무거간 도로(경상남도 양산시 용당동~울산광역시 울주군 웅촌면 대복리) 7.7 km 구간 임시 개통[69]
- 2020년 10월 30일: 웅상~무거간 도로(경상남도 양산시 용당동~울산광역시 울주군 웅촌면 대복리) 7.7 km 구간 신설 개통[70] 및 기존 8.3 km 구간 폐지[71]
- 2021년 3월 30일: 웅상~무거간 도로(울주군 웅촌면 대복리~청량읍 문죽리) 4.9 km 구간 신설 개통[72], 기존 울주군 웅촌면 대복리~청량읍 율리 5.4 km 구간 폐지[73]
- 2022년 4월 1일: 울산광역시 울주군 청량읍 문죽리~남구 옥동 1.59 km 구간을 자동차 전용도로로 지정[74]
- 2022년 4월 28일: 흥해우회도로(포항시 북구 흥해읍 초곡리~덕장리) 6 km 구간 신설 개통[75], 기존 포항시 북구 흥해읍 옥성리~덕장리 3.5 km 구간 폐지[76]
- 2022년 9월 30일: 옥동~농소간 도로 (울산광역시 남구 옥동~울주군 청량읍) 구간 1km 신설 개통
- 2023년 10월 19일: 청량~옥동간 도로 (울주군 청량읍 문죽리) 1.59 km 구간 개통[77]
- 2023년 10월 30일: 이예로 완전 개통으로 기존 울산광역시 시내 구간을 지정 해제하고 이예로 전 구간으로 노선 변경[78]
- 2023년 12월 28일: 경주시 국도대체우회도로(상구~효현간 도로) 중 경주시 충효동~광명동 2.4 km 구간 신설 개통[79],
- 2024년 12월 31일: 경주시 국도대체우회도로(상구~효현간 도로) 중 경주시 충효동~현곡면 상구리 4.1 km 구간 신설 개통[80], 경주시 현곡면 상구리~효현동 6.5 km 구간 자동차전용도로로 지정[81]

## 주요 경유지

### 대한민국구간
부산광역시
- 중구 중앙동 - 동구 (초량동 · 수정동 · 좌천동 · 범일동) - 부산진구 (범천동 · 부전동 · 범전동 · 양정동) - 연제구 거제동 - 동래구 (사직동 · 온천동) - 금정구 (장전동 · 부곡동 · 서동 · 남산동 · 청룡동 · 노포동 · 두구동)

경상남도
- 양산시 동면

부산광역시
- 기장군 정관읍

경상남도
- 양산시 (덕계동 · 명동 · 삼호동 · 용당동)

울산광역시
- 울주군 (웅촌면 · 청량읍) - 남구 (무거동 · 옥동) - 중구 (태화동 · 유곡동 · 성안동) - 북구 (가대동 · 달천동 · 농소동 · 중산동)

경상북도
- 경주시 (외동읍 · 시래동 · 구정동 · 조양동 · 도지동 · 동방동 · 배반동 · 황동 · 인왕동 · 황오동 · 성동동 · 동천동 · 용강동 · 천북면 · 강동면) - 포항시 (남구 (연일읍 · 효자동 · 대잠동) - 북구 (죽도동 · 용흥동 · 대흥동 · 신흥동 · 덕산동 · 덕수동 · 우현동 · 흥해읍 · 청하면 · 송라면)) - 영덕군 (남정면 · 강구면 · 영덕읍 · 축산면 · 영해면 · 병곡면) - 울진군 (후포면 · 평해읍 · 기성면 · 매화면 · 근남면 · 울진읍 · 죽변면 · 북면)

강원특별자치도
- 삼척시 (원덕읍 · 근덕면 · 오분동 · 정상동 · 교동 · 갈천동 · 마달동 · 우지동 · 추암동) - 동해시 (대구동 · 추암동 · 대구동 · 단봉동 · 이도동 · 나안동 · 동회동 · 효가동 · 지흥동 · 천곡동 · 평릉동 · 부곡동 · 발한동 · 초구동 · 망상동) - 강릉시 (옥계면 · 강동면 · 운산동 · 신석동 · 유산동 · 노암동 · 내곡동 · 홍제동 · 교동 · 유천동 · 교동 · 지변동 · 죽헌동 · 난곡동 · 대전동 · 안현동 · 사천면 · 연곡면 · 주문진읍) - 양양군 (현남면 · 현북면 · 손양면 · 양양읍 · 강현면) - 속초시 (대포동 · 조양동 · 교동 · 장사동) - 고성군 (토성면 · 죽왕면 · 간성읍 · 거진읍 · 현내면)

현재 대한민국에서 접근이 가능한 구간은 고성군 현내면 마차진리 통일전망대까지이며, 그 이후 구간은 DMZ로 인해 접근이 불가능하다.

### DMZ 이후(현조선민주주의인민공화국)구간
강원도
- 고성군 고성읍 - 통천군 통천면

함경남도
- 원산시 - 고원군 고원읍 - 영흥군 영흥읍 - 함흥시 - 흥남시(서호진) - 북청군 북청읍 - 단천군 단천읍

함경북도
- 성진시 - 길주군 길주읍 - 청진시 - 나진시 - 경흥군 옹기읍 - 경원군 경원면 - 온성군 (온성면 · 유덕면)

## 노선
- (■): 자동차 전용도로 구간

### 부산광역시·경상남도양산시
| 이름                                                | 접속 노선                                                         | 소재지     | 소재지                            | 비고                          |
| --------------------------------------------------- | ----------------------------------------------------------------- | ---------- | --------------------------------- | ----------------------------- |
| 옛시청 교차로 (옛시청사거리)                        | 국도 제2호선 국도 제77호선 (구덕로) 태종로                        | 부산광역시 | 중구                              | 기점                          |
| 롯데백화점 광복점                                   |                                                                   | 부산광역시 | 중구                              |                               |
| 부산우체국 교차로                                   | 대청로                                                            | 부산광역시 | 중구                              |                               |
| 중앙역                                              |                                                                   | 부산광역시 | 중구                              |                               |
| 중앙동사거리                                        | 충장대로                                                          | 부산광역시 | 중구                              |                               |
| 영주사거리                                          | 대영로                                                            | 부산광역시 | 중구                              |                               |
| 영주사거리                                          | 대영로                                                            | 부산광역시 | 동구                              |                               |
| 부산역                                              |                                                                   | 부산광역시 |                                   |                               |
| 초량 교차로                                         | 고관로                                                            | 부산광역시 |                                   |                               |
| 초량역                                              |                                                                   | 부산광역시 |                                   |                               |
| 고관입구 교차로 (부산진역)                          | 중앙대로349번길                                                   | 부산광역시 |                                   |                               |
| 좌천삼거리                                          | 관문대로 자성로                                                   | 부산광역시 | 수정터널 방면 진출입만 가능       |                               |
| 좌천역                                              |                                                                   | 부산광역시 |                                   |                               |
| 부산진시장지하차도                                  | 진시장로                                                          | 부산광역시 | 상행만 진출입 가능                |                               |
| 범곡 교차로                                         | 망양로 신암로                                                     | 부산광역시 |                                   |                               |
| 범일과선교                                          |                                                                   | 부산광역시 | 부산진구                          |                               |
| 범내골 교차로 (범내골역)                            | 범일로 황령대로 범일로192번길                                     | 부산광역시 | 부산진구                          |                               |
| (이름 없음)                                         | 중앙대로644번길                                                   | 부산광역시 | 부산진구                          |                               |
| 서면 교차로 (서면역)                                | 가야대로 새싹로 서전로                                            | 부산광역시 | 부산진구                          |                               |
| 부전사거리 (부전역)                                 | 동성로 동천로 중앙대로783번길                                     | 부산광역시 | 부산진구                          |                               |
| 삼전 교차로                                         | 전포대로 범전로                                                   | 부산광역시 | 부산진구                          |                               |
| 송공삼거리                                          | 중앙대로                                                          | 부산광역시 | 부산진구                          |                               |
| 하마정 교차로                                       | 동평로                                                            | 부산광역시 | 부산진구                          |                               |
| 현대아파트앞                                        | 아시아드대로                                                      | 부산광역시 | 연제구                            |                               |
| 남문구사거리 (거제해맞이역) (거제역)                | 월드컵대로                                                        | 부산광역시 | 연제구                            |                               |
| 교대사거리 (교대역) (이사벨고등학교) (이사벨중학교) | 중앙대로 교대로 명륜로                                            | 부산광역시 | 연제구                            |                               |
| 부산내성중학교                                      |                                                                   | 부산광역시 | 동래구                            |                               |
| 내성 교차로 (동래역) (내성지하차도)                 | 국도 제14호선 (충렬대로)                                          | 부산광역시 | 동래구                            |                               |
| 옛동부터미널 교차로 (명륜역)                        | 동래로                                                            | 부산광역시 | 동래구                            |                               |
| 온천교사거리                                        | 금강공원로 시실로                                                 | 부산광역시 | 동래구                            |                               |
| 온천장역                                            |                                                                   | 부산광역시 | 동래구                            |                               |
| 소정천삼거리                                        | 식물원로                                                          | 부산광역시 | 금정구                            |                               |
| 온천5호교                                           | 장전온천천로                                                      | 부산광역시 | 금정구                            |                               |
| 금정세무서                                          |                                                                   | 부산광역시 | 금정구                            |                               |
| 부곡사거리                                          | 부산대학로 부곡로                                                 | 부산광역시 | 금정구                            |                               |
| 롯데마트 금정점 금양초등학교 금정구보건소 금정구청  |                                                                   | 부산광역시 | 금정구                            |                               |
| (구서지하차도)                                      | 1호선 경부고속도로 금정로                                         | 부산광역시 | 금정구                            |                               |
| 이마트 금정점 두실역 남산역 금정중학교 범어사역     |                                                                   | 부산광역시 | 금정구                            |                               |
| 범어사어귀삼거리                                    | 청룡로                                                            | 부산광역시 | 금정구                            |                               |
| (이름 없음)                                         | 1호선 경부고속도로 600호선 부산외곽순환고속도로 고분로            | 부산광역시 | 금정구                            | 노포 나들목 진출로와 연결     |
| 노포삼거리                                          | 노포사송로                                                        | 부산광역시 | 금정구                            |                               |
| 노포역 부산종합버스터미널                           |                                                                   | 부산광역시 | 금정구                            |                               |
| 금정체육공원입구                                    | 1호선 경부고속도로 600호선 부산외곽순환고속도로 체육공원로399번길 | 부산광역시 | 금정구                            | 노포 나들목 진입로와 연결     |
| 여락고가교                                          |                                                                   | 부산광역시 | 금정구                            |                               |
|                                                     | 양산시                                                            | 동면       |                                   |                               |
| 영천 교차로                                         | 양산시                                                            | 동면       | 영천로                            |                               |
| 임기 교차로 (임기IC교)                              | 양산시                                                            | 동면       | 철마삼동로                        |                               |
| 창기교                                              | 양산시                                                            | 동면       |                                   |                               |
| 법기 교차로 (법기IC교)                              | 양산시                                                            | 동면       | 법기로                            |                               |
| 개곡 교차로                                         | 양산시                                                            | 동면       | 웅상대로                          | 상행 진입 불가 하행 진출 불가 |
| 개곡교                                              | 양산시                                                            | 동면       |                                   |                               |
|                                                     | 기장군                                                            | 정관읍     |                                   |                               |
| 신임곡2교 신임곡교                                  | 기장군                                                            | 정관읍     |                                   |                               |
| 임곡 교차로 (두명고가교)                            | 기장군                                                            | 정관읍     | 국가지원지방도 제60호선 (정관로)  |                               |
| 신두명1교 신두명2교                                 | 기장군                                                            | 정관읍     |                                   |                               |
| 두명1터널                                           | 기장군                                                            | 정관읍     |                                   | 상행 연장 750m 하행 연장 729m |
| 두명1터널                                           |                                                                   | 양산시     | 덕계동                            | 상행 연장 750m 하행 연장 729m |
| 외산교                                              |                                                                   | 양산시     | 덕계동                            |                               |
| 외산 교차로 (외산육교)                              | 덕명로 신덕계3길                                                  | 양산시     | 덕계동                            |                               |
| 덕계터널                                            |                                                                   | 양산시     | 덕계동                            | 상행 연장 718m 하행 연장 665m |
| 덕계터널                                            | 서창동                                                            | 양산시     |                                   | 상행 연장 718m 하행 연장 665m |
| 명동 교차로 (명동육교)                              | 대운1길                                                           | 양산시     |                                   |                               |
| 명동교                                              |                                                                   | 양산시     |                                   |                               |
| 서창터널                                            |                                                                   | 양산시     | 상행 연장 1,215m 하행 연장 1,163m |                               |
| 서창터널                                            |                                                                   | 양산시     | 상행 연장 1,215m 하행 연장 1,163m |                               |
| 삼호교 서창교                                       |                                                                   | 양산시     |                                   |                               |
| (졸음쉼터)                                          |                                                                   | 양산시     | 고성방향                          |                               |
| 편들교 탑곡2교                                      |                                                                   | 양산시     |                                   |                               |
| 용당 교차로 (용당2교)                               | 지방도 제1028호선 (용당내광로)                                    | 양산시     |                                   |                               |
| 용당터널                                            |                                                                   | 양산시     | 연장 1,010m                       |                               |

- 자동차 전용도로 구간
  - 양산시 개곡교차로~개곡교
  - 기장군 개곡교~신두명2교
  - 양산시 두명1터널~용당터널
  - 울산시 초천교차로~대복교차로

- 기존구간(2019년 이전 노선)

개곡교차로 - 개곡교 - 계경교 - 월평교차로(월평고가차도) - 월평교차로 - 덕계지하차도 - 덕계사거리 - 대승1차아파트입구사거리 - 평산교 - 평산사거리 - 해인병원사거리 - 72번교차로 - 웅상도서관 교차로 -주진교 - 주진마을 교차로 - 73번교차로 - 명곡교 - 74번교차로 - 웅상초등교입구 교차로 - 웅상새마을탑삼거리(75번 교차로) - 76번교차로 - 삼호3교 - 삼호2교 - 삼호1교 - 용암마을입구 교차로 - 북부사거리 - 서창삼거리 - 편들마을 교차로 - 용당사거리
- 기존구간(2020년 이전노선)

회야교삼거리 - 회야교 - 울산CC입구교차로 - 하수처리장입구 교차로 - 중대마을교차로 - 하태마을교차로 - 저리마을 교차로 - 초천마을압 교차로 - 웅천초등학교 교차로 - 동문마을교차로 - 곡천삼거리 - 원당골삼거리 - 대복삼거리 - 원터교차로

### 울산광역시
| 이름                           | 접속 노선              | 소재지     | 소재지                        | 비고                          |
| ------------------------------ | ---------------------- | ---------- | ----------------------------- | ----------------------------- |
| 용당터널                       |                        | 울주군     | 웅촌면                        | 연장 1,010m                   |
| 하대 교차로 (하대교)           | 광청로                 | 울주군     | 웅촌면                        | 상행 진출 불가 하행 진입 불가 |
| 저리교                         |                        | 울주군     | 웅촌면                        |                               |
| 초천 교차로                    | 내기길                 | 울주군     | 웅촌면                        |                               |
| 회야교                         |                        | 울주군     | 웅촌면                        |                               |
| 오복 교차로                    | 대복동천로             | 울주군     | 웅촌면                        | 상행 진출 불가 하행 진입 불가 |
| (생태통로)                     |                        | 울주군     | 웅촌면                        |                               |
| 대복1교                        |                        | 울주군     | 웅촌면                        |                               |
| 대복 교차로                    | 웅촌로                 | 울주군     | 웅촌면                        | 상행 진입 불가 하행 진출 불가 |
| 대복2교                        |                        | 울주군     | 웅촌면                        |                               |
| 대복3교                        |                        | 울주군     | 청량읍                        |                               |
| 대복 교차로                    | 웅촌로                 | 울주군     | 청량읍                        | 상행 진출 불가 하행 진입 불가 |
| (생태통로)                     |                        | 울주군     | 청량읍                        |                               |
| 문죽1교                        |                        | 울주군     | 청량읍                        |                               |
| 문죽 교차로                    | 국도 제14호선 (청량로) | 울주군     | 청량읍                        |                               |
| 청량교                         |                        | 울주군     | 청량읍                        |                               |
| 갈티 교차로                    | 남부순환도로           | 울주군     | 청량읍                        |                               |
| 갈현교                         |                        | 울주군     | 청량읍                        |                               |
| 옥동생태터널                   |                        | 울산광역시 | 남구                          | 연장 193m                     |
| 옥동 교차로                    | 문수로                 | 울산광역시 | 남구                          |                               |
| 대공원교                       |                        | 울산광역시 | 남구                          |                               |
| 남산터널                       |                        | 울산광역시 | 남구                          | 연장 720m                     |
| 국가정원교                     |                        | 울산광역시 | 남구                          |                               |
|                                | 중구                   | 울산광역시 |                               |                               |
| 명정지하차도                   |                        | 울산광역시 |                               |                               |
| 사곡천 교차로 (원유곡지하차도) | 북부순환도로           | 울산광역시 |                               |                               |
| 유곡 교차로 (유곡교)           | 종가로                 | 울산광역시 |                               |                               |
| 길촌 교차로                    | 길촌길                 | 울산광역시 | 상행 진입 불가 하행 진출 불가 |                               |
| 성안 교차로                    | 달빛로                 | 울산광역시 |                               |                               |
| 성안천교                       |                        | 울산광역시 |                               |                               |
|                                | 북구                   | 울산광역시 |                               |                               |
| 가대문고개교                   |                        | 울산광역시 |                               |                               |
| 가대 교차로                    | 농서로 가대서길        | 울산광역시 |                               |                               |
| 달천 교차로 (상안천교)         | 농서로                 | 울산광역시 |                               |                               |
| 달천2 교차로                   | 천곡길                 | 울산광역시 |                               |                               |
| 천곡 교차로 (천곡천교)         | 국도 제7호선 (이예로)  | 울산광역시 |                               |                               |
| 순금산터널                     |                        | 울산광역시 |                               |                               |
| 재전교                         |                        | 울산광역시 |                               |                               |
| 중산 교차로                    | 산업로 오토밸리로      | 울산광역시 |                               |                               |
| 화정마을입구                   | 천곡제전길             | 울산광역시 |                               |                               |
| 이화사거리                     | 화정4길 이화5길        | 울산광역시 |                               |                               |
| 화정교                         |                        | 울산광역시 |                               |                               |
| 메아리학교앞                   | 갓안1길 이화5길        | 울산광역시 |                               |                               |

- 공사 구간(2028년 완공 예정): 북구 농소동 천곡교차로 경주시 외동읍 구어 나들목

### 경상북도

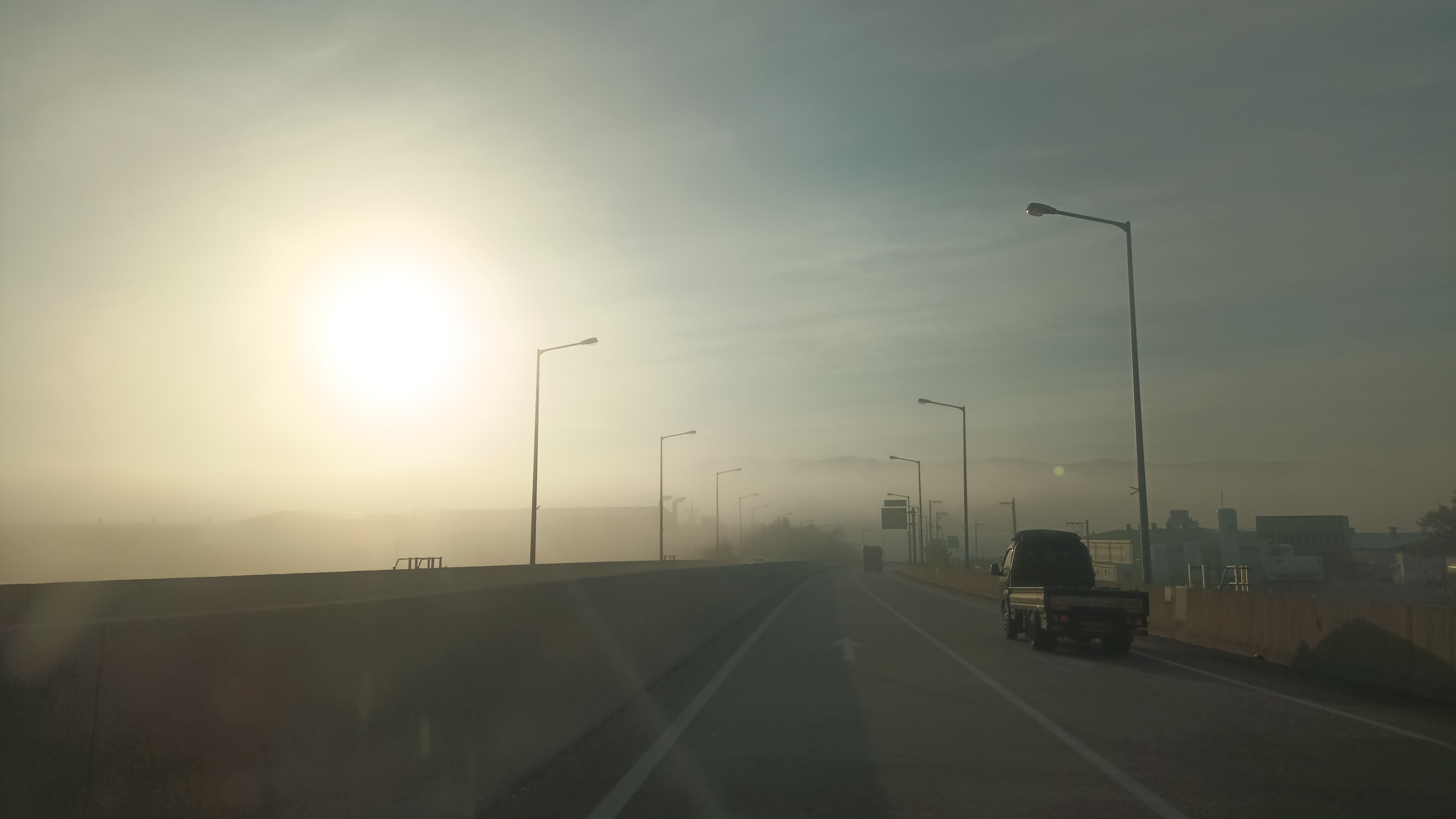
경주시 외동읍 냉천리 냉천교차로

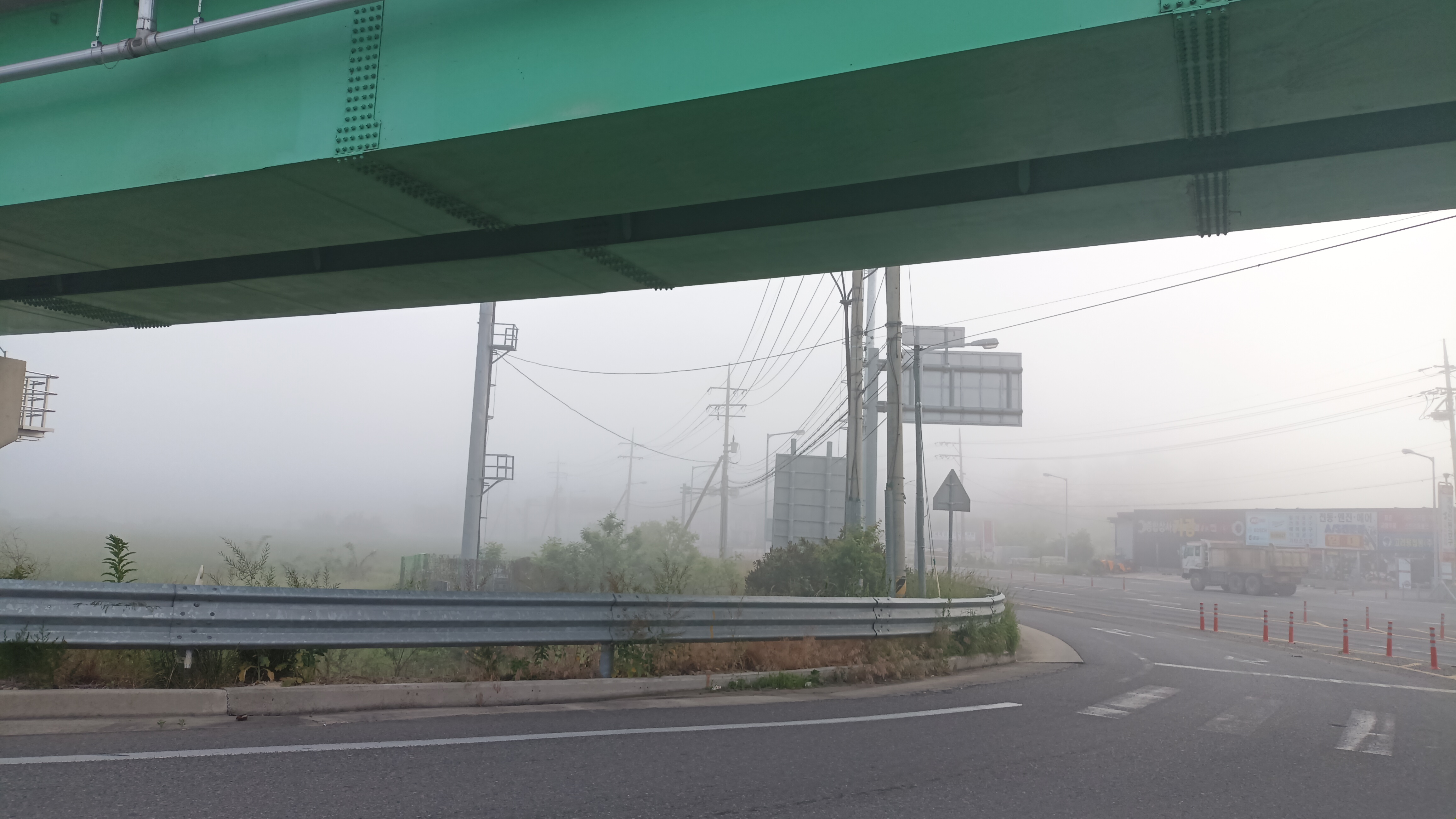
경주시 외동읍 국도 제7호선/14호선 외동교차로의 안개

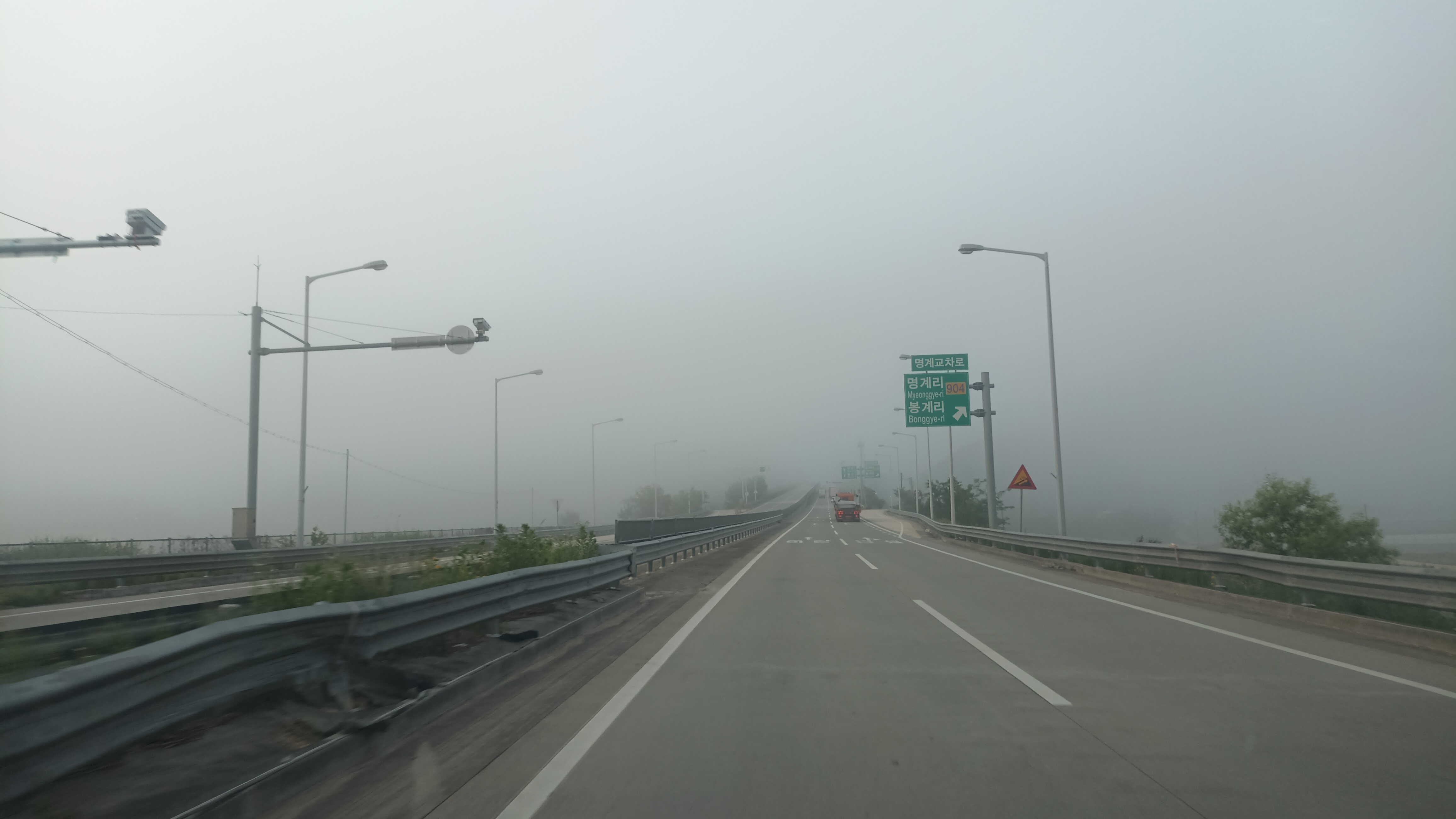
경주시 내남면 명계교차로

| 이름                                         | 접속 노선                                                  | 소재지                                          | 소재지                            | 비고                                                   |
| -------------------------------------------- | ---------------------------------------------------------- | ----------------------------------------------- | --------------------------------- | ------------------------------------------------------ |
| 관문성                                       |                                                            | 경주시                                          | 외동읍                            |                                                        |
| 계동교                                       |                                                            | 경주시                                          | 외동읍                            |                                                        |
| 모화터미널                                   |                                                            | 경주시                                          | 외동읍                            |                                                        |
| 모화사거리                                   | 국도 제14호선 (관문로) 모화북3길                           | 경주시                                          | 외동읍                            | 국도 제14호선과 중복                                   |
| 외동 교차로                                  | 외현로                                                     | 경주시                                          | 외동읍                            | 국도 제14호선과 중복                                   |
| 외동농공단지                                 |                                                            | 경주시                                          | 외동읍                            | 국도 제14호선과 중복                                   |
| 구어사거리                                   | 국도 제14호선 (입실로)                                     | 경주시                                          | 외동읍                            | 국도 제14호선과 중복                                   |
| (이름 없음)                                  | 지방도 제904호선 (입실로)                                  | 경주시                                          | 외동읍                            | 지방도 제904호선과 중복                                |
| 연안교                                       | 지방도 제904호선 (내외로)                                  | 경주시                                          | 외동읍                            | 지방도 제904호선과 중복                                |
| 남경주 나들목                                | 65호선 동해고속도로                                        | 경주시                                          | 외동읍                            |                                                        |
| 시래교                                       |                                                            | 경주시                                          | 불국동                            |                                                        |
| 불국동 행정복지센터                          |                                                            | 경주시                                          | 불국동                            |                                                        |
| 불국사시외버스정류장 불국사역                | 불국로 구성1길                                             | 경주시                                          | 불국동                            |                                                        |
| 한국광고영상박물관                           |                                                            | 경주시                                          | 불국동                            |                                                        |
| 통일전삼거리                                 | 통일로                                                     | 경주시                                          | 월성동                            |                                                        |
| 동방초등학교 동방역 신문왕릉                 |                                                            | 경주시                                          | 월성동                            |                                                        |
| 사천왕사지삼거리                             | 통일로                                                     | 경주시                                          | 월성동                            |                                                        |
| 배반네거리                                   | 서라벌대로 산업로                                          | 경주시                                          | 월성동                            |                                                        |
| 박물관네거리                                 | 일정로                                                     | 경주시                                          | 월성동                            |                                                        |
| 안압지                                       |                                                            | 경주시                                          | 월성동                            |                                                        |
| 선덕네거리                                   | 국도 제4호선 (양정로)                                      | 경주시                                          | 월성동                            | 국도 제4호선과 중복                                    |
| 팔우정삼거리                                 | 국도 제4호선 (태종로)                                      | 경주시                                          | 황오동                            | 국도 제4호선과 중복                                    |
| 역전삼거리 (경주역)                          | 화랑로                                                     | 경주시                                          | 황오동                            |                                                        |
| 경주역시외버스정류장 경주세무서              |                                                            | 경주시                                          | 황오동                            |                                                        |
| 경주교                                       |                                                            | 경주시                                          | 황오동                            |                                                        |
|                                              | 동천동                                                     | 경주시                                          |                                   |                                                        |
| 시청입구삼거리                               | 백률로                                                     | 경주시                                          |                                   |                                                        |
| 경주시립도서관                               |                                                            | 경주시                                          | 황성동                            |                                                        |
| 황성지하도네거리                             | 국가지원지방도 제68호선 (소금강로)                         | 경주시                                          | 황성동                            |                                                        |
| 황성지하도                                   |                                                            | 경주시                                          | 용강동                            |                                                        |
| 용강네거리                                   | 산업로 유림로                                              | 경주시                                          | 용강동                            |                                                        |
| 근화여고네거리                               | 공단로 승삼2길                                             | 경주시                                          | 용강동                            |                                                        |
| 승삼네거리                                   | 다불로 유림로13번길                                        | 경주시                                          | 용강동                            |                                                        |
| 신당 교차로                                  | 강변로                                                     | 경주시                                          | 천북면                            |                                                        |
| 모아초등학교                                 |                                                            | 경주시                                          | 천북면                            |                                                        |
| 북경주 나들목                                | 국도 제20호선 (건포산업로)                                 | 경주시                                          | 천북면                            |                                                        |
| 강동대교                                     |                                                            | 경주시                                          | 강동면                            |                                                        |
| 강동 나들목                                  | 국도 제28호선 (호국로)                                     | 경주시                                          | 강동면                            | 국도 제28호선과 중복                                   |
| 유금지하교                                   | 지방도 제945호선 (천강로) 강동로                           | 경주시                                          | 강동면                            | 국도 제28호선과 중복                                   |
| 유금 나들목                                  | 국도 제28호선 (동해대로)                                   | 경주시                                          | 강동면                            | 국도 제28호선과 중복                                   |
| 유강터널                                     |                                                            | 경주시                                          | 강동면                            | 연장 915m                                              |
| 유강터널                                     |                                                            | 포항시                                          | 남구 연일읍                       | 연장 915m                                              |
| 유강 교차로                                  | 국도 제31호선 (영일만대로)                                 | 포항시                                          | 남구 연일읍                       | 동해면 방면만 진출입 가능                              |
| (이름 없음)                                  | 유강길                                                     | 포항시                                          | 남구 연일읍                       |                                                        |
| 공대 나들목                                  | 청암로                                                     | 포항시                                          | 남구                              |                                                        |
| 효자역                                       |                                                            | 포항시                                          | 남구                              |                                                        |
| 효자삼거리                                   | 연일로                                                     | 포항시                                          | 남구                              |                                                        |
| 대잠 교차로                                  | 희망대로                                                   | 포항시                                          | 남구                              |                                                        |
| 포항문화방송                                 |                                                            | 포항시                                          | 남구                              |                                                        |
| (이동고가차도)                               | 포스코대로                                                 | 포항시                                          | 북구                              | 하행선만 진출입 가능                                   |
| 양학사거리                                   | 양학로 양학천로                                            | 포항시                                          | 북구                              |                                                        |
| 포항남부초등학교                             |                                                            | 포항시                                          | 북구                              |                                                        |
| (용흥고가차도)                               | 새천년대로                                                 | 포항시                                          | 북구                              |                                                        |
| (이름 없음)                                  | 죽파로                                                     | 포항시                                          | 북구                              |                                                        |
| (이름 없음)                                  | 용흥로                                                     | 포항시                                          | 북구                              |                                                        |
| (구 포항역)                                  | 죽도로 중앙상가길                                          | 포항시                                          | 북구                              |                                                        |
| 전화국사거리                                 | 불종로                                                     | 포항시                                          | 북구                              |                                                        |
| 서산사거리                                   | 서동로                                                     | 포항시                                          | 북구                              |                                                        |
| 세무서삼거리                                 | 중앙로                                                     | 포항시                                          | 북구                              |                                                        |
| (이름 없음)                                  | 선착로                                                     | 포항시                                          | 북구                              |                                                        |
| (이름 없음)                                  | 학산로                                                     | 포항시                                          | 북구                              |                                                        |
| (이름 없음)                                  | 아치로                                                     | 포항시                                          | 북구                              |                                                        |
| 우현사거리                                   | 새천년대로                                                 | 포항시                                          | 북구                              |                                                        |
| 포항영신중학교 포항영신고등학교 포항명도학교 |                                                            | 포항시                                          | 북구                              |                                                        |
| 의현 교차로                                  | 영일만대로                                                 | 포항시                                          | 북구 흥해읍                       |                                                        |
| 성곡 나들목                                  | 국도 제28호선 (동해대로)                                   | 포항시                                          | 북구 흥해읍                       |                                                        |
| 옥성 교차로 (초곡교)                         | 동해대로 초곡지구로                                        | 포항시                                          | 북구 흥해읍                       |                                                        |
| 복송 교차로 (마산교)                         | 신흥로                                                     | 포항시                                          | 북구 흥해읍                       |                                                        |
| 곡강천교                                     |                                                            | 포항시                                          | 북구 흥해읍                       |                                                        |
| 용전 교차로                                  | 용전길                                                     | 포항시                                          | 북구 흥해읍                       |                                                        |
| 용전 교차로                                  | 동해대로                                                   | 포항시                                          | 북구 흥해읍                       | 상행 진출 불가 하행 진입 불가                          |
| 덕장사거리                                   | 덕장길                                                     | 포항시                                          | 북구 흥해읍                       |                                                        |
| 칠포 교차로                                  | 칠포로                                                     | 포항시                                          | 북구 흥해읍                       |                                                        |
| 청하농공단지                                 | 동해대로2315번길                                           | 포항시                                          | 북구 청하면                       |                                                        |
| 청하삼거리                                   | 청하로                                                     | 포항시                                          | 북구 청하면                       |                                                        |
| 청하 교차로                                  | 국가지원지방도 제20호선 (월포로) 지방도 제930호선 (비학로) | 포항시                                          | 북구 청하면                       | 국가지원지방도 제20호선과 중복 지방도 제930호선과 중복 |
| 해학교                                       |                                                            | 포항시                                          | 북구 청하면                       | 국가지원지방도 제20호선과 중복 지방도 제930호선과 중복 |
|                                              | 북구 송라면                                                | 포항시                                          |                                   | 국가지원지방도 제20호선과 중복 지방도 제930호선과 중복 |
| 송라축구장 (포스코스포츠랜드)                |                                                            | 포항시                                          |                                   | 국가지원지방도 제20호선과 중복 지방도 제930호선과 중복 |
| 송라정류소                                   |                                                            | 포항시                                          |                                   | 국가지원지방도 제20호선과 중복 지방도 제930호선과 중복 |
| 송라 교차로                                  | 보경로                                                     | 포항시                                          |                                   | 국가지원지방도 제20호선과 중복 지방도 제930호선과 중복 |
| 송라초등학교 화진분교 (폐교)                 |                                                            | 포항시                                          |                                   | 국가지원지방도 제20호선과 중복 지방도 제930호선과 중복 |
| 유천교                                       |                                                            | 포항시                                          |                                   | 국가지원지방도 제20호선과 중복 지방도 제930호선과 중복 |
|                                              | 영덕군                                                     | 남정면                                          |                                   | 국가지원지방도 제20호선과 중복 지방도 제930호선과 중복 |
| 장사터미널                                   | 영덕군                                                     | 남정면                                          |                                   | 국가지원지방도 제20호선과 중복 지방도 제930호선과 중복 |
| 장사삼거리                                   | 영덕군                                                     | 남정면                                          | 지방도 제930호선 (산정로)         | 국가지원지방도 제20호선과 중복 지방도 제930호선과 중복 |
| 경보화석박물관 남호교                        | 영덕군                                                     | 남정면                                          |                                   | 국가지원지방도 제20호선과 중복                         |
| 오션뷰CC                                     | 영덕군                                                     |                                                 | 강구면                            | 국가지원지방도 제20호선과 중복                         |
| (이름 없음)                                  | 영덕군                                                     | 강구해안길                                      | 강구면                            | 국가지원지방도 제20호선과 중복                         |
| 삼사해상공원                                 | 영덕군                                                     |                                                 | 강구면                            | 국가지원지방도 제20호선과 중복                         |
| (이름 없음)                                  | 영덕군                                                     | 지방도 제914호선 (강산로)                       | 강구면                            | 국가지원지방도 제20호선과 중복                         |
| 강구버스터미널                               | 영덕군                                                     |                                                 | 강구면                            | 국가지원지방도 제20호선과 중복                         |
| 강구대교 서단                                | 영덕군                                                     | 국가지원지방도 제20호선 (영덕대게로) 강구시장길 | 강구면                            | 국가지원지방도 제20호선과 중복                         |
| 강구면사무소                                 | 영덕군                                                     |                                                 | 강구면                            |                                                        |
| 영덕 나들목                                  | 영덕군                                                     | 30호선 서산영덕고속도로                         | 영덕읍                            |                                                        |
| 영덕농공단지                                 | 영덕군                                                     |                                                 | 영덕읍                            |                                                        |
| 남산 교차로                                  | 영덕군                                                     | 영덕로                                          | 영덕읍                            |                                                        |
| 신 영덕대교                                  | 영덕군                                                     |                                                 | 영덕읍                            |                                                        |
| 영덕피암터널                                 | 영덕군                                                     |                                                 | 영덕읍                            | 연장 약 200m                                           |
| 덕곡 교차로                                  | 영덕군                                                     | 국도 제34호선 (군청길) 하저길                   | 영덕읍                            |                                                        |
| 화수 교차로                                  | 영덕군                                                     | 영덕로                                          | 영덕읍                            | 상행 진입 불가 하행 진출 불가                          |
| 매정 교차로                                  | 영덕군                                                     | 영덕로 매정길                                   | 영덕읍                            | 상행 진출 불가 하행 진입 불가                          |
| 고곡1교 고곡2교                              | 영덕군                                                     |                                                 | 축산면                            |                                                        |
| 축산 교차로                                  | 영덕군                                                     | 영덕로                                          | 축산면                            |                                                        |
| 성내 교차로                                  | 영덕군                                                     | 영덕로                                          | 축산면                            |                                                        |
| 송천 교차로                                  | 영덕군                                                     | 지방도 제918호선 (창수영해로) (예주목은길)      | 영해면                            |                                                        |
| 송천1교                                      | 영덕군                                                     |                                                 | 영해면                            |                                                        |
|                                              | 영덕군                                                     | 병곡면                                          |                                   |                                                        |
| 각리리 교차로                                | 영덕군                                                     | 각리길                                          |                                   |                                                        |
| 거무역리 교차로                              | 영덕군                                                     | 내륙순환길                                      |                                   |                                                        |
| 고래불 교차로                                | 영덕군                                                     | 영길 영1길 영2길                                |                                   |                                                        |
| 병곡 교차로                                  | 영덕군                                                     | 흰돌로 병곡길                                   |                                   |                                                        |
| 백석 교차로                                  | 영덕군                                                     | 흰돌로                                          | 상행 진출 불가 하행 진입 불가     |                                                        |
| 금곡 교차로                                  | 영덕군                                                     | 군지경로                                        | 상행 진입 불가 하행 진출 불가     |                                                        |
| 금음 교차로                                  | 군지경로                                                   | 울진군                                          | 후포면                            | 상행 진출 불가 하행 진입 불가                          |
| 삼율 교차로                                  | 울진대게로 후포삼율로                                      | 울진군                                          | 후포면                            |                                                        |
| 삼율교                                       |                                                            | 울진군                                          | 후포면                            |                                                        |
| 후포 교차로                                  | 후포삼율로 실배길                                          | 울진군                                          | 후포면                            |                                                        |
| 실배 교차로                                  | 후포삼칠길                                                 | 울진군                                          | 후포면                            |                                                        |
| 학곡1 교차로                                 |                                                            | 울진군                                          | 평해읍                            |                                                        |
| 학곡2 교차로                                 | 학곡7길                                                    | 울진군                                          | 평해읍                            |                                                        |
| 평해 교차로                                  | 국도 제88호선 (월송정로)                                   | 울진군                                          | 평해읍                            | 상행 진입 불가 하행 진출 불가                          |
| 평해대교                                     |                                                            | 울진군                                          | 평해읍                            |                                                        |
| 월송 교차로                                  | 월송정로                                                   | 울진군                                          | 평해읍                            | 월송사거리와 연결                                      |
| 월송복개터널                                 |                                                            | 울진군                                          | 평해읍                            | 연장 약 100m                                           |
| 황보교                                       |                                                            | 울진군                                          | 평해읍                            |                                                        |
|                                              | 기성면                                                     | 울진군                                          |                                   |                                                        |
| 공항 교차로                                  | 기성로                                                     | 울진군                                          | 공항사거리와 연결 울진공항과 연결 |                                                        |
| 기성 교차로                                  | 기성로 구산봉산로                                          | 울진군                                          |                                   |                                                        |
| 기성교                                       |                                                            | 울진군                                          |                                   |                                                        |
| 척산 교차로                                  | 기성로 방율길                                              | 울진군                                          | 상행 진출 불가 하행 진입 불가     |                                                        |
| 사동 교차로                                  | 기성로 삼산신흥로                                          | 울진군                                          | 상행 진입 불가 하행 진출 불가     |                                                        |
| 사동교                                       | 사동1길 사동2길                                            | 울진군                                          | 상행 진출 불가 하행 진입 불가     |                                                        |
| 망양 교차로                                  | 망양로                                                     | 울진군                                          | 상행 진입 불가 하행 진출 불가     |                                                        |
| 망양1터널                                    |                                                            | 울진군                                          | 상행 연장 690m 하행 연장 760m     |                                                        |
| 망양2터널                                    |                                                            | 울진군                                          | 상행 연장 593m 하행 연장 497m     |                                                        |
| 망양1 교차로                                 | 망양로                                                     | 울진군                                          | 상행 진출 불가 하행 진입 불가     |                                                        |
| 원남교                                       | 망양북로                                                   | 울진군                                          | 매화면                            |                                                        |
| 덕신 교차로                                  | 지방도 제917호선 (망양정로)                                | 울진군                                          | 매화면                            |                                                        |
| 매화 교차로                                  | 매화1길                                                    | 울진군                                          | 매화면                            |                                                        |
| 금매 교차로                                  | 원남로                                                     | 울진군                                          | 매화면                            | 상행 진입 불가 하행 진출 불가                          |
| 성류굴 교차로                                | 원남로                                                     | 울진군                                          | 근남면                            | 상행 진출 불가 하행 진입 불가                          |
| 노음 교차로                                  | 울진북로                                                   | 울진군                                          | 근남면                            |                                                        |
| 왕피천대교                                   |                                                            | 울진군                                          | 근남면                            |                                                        |
| 울진남부 교차로                              | 지방도 제917호선 (울진북로)                                | 울진군                                          | 근남면                            | 수산 교차로와 연결                                     |
| 울진대교                                     |                                                            | 울진군                                          | 근남면                            |                                                        |
|                                              | 울진읍                                                     | 울진군                                          |                                   |                                                        |
| 연호 교차로                                  | 현내항길                                                   | 울진군                                          |                                   |                                                        |
| 울진북부 교차로                              | 국도 제36호선 (울진북로)                                   | 울진군                                          |                                   |                                                        |
| 죽변 교차로                                  | 지방도 제917호선 (봉황길)                                  | 울진군                                          | 죽변면                            | 지방도 제917호선과 중복                                |
| 후정 교차로                                  | 매정길                                                     | 울진군                                          | 죽변면                            | 지방도 제917호선과 중복                                |
| 고목교                                       |                                                            | 울진군                                          | 북면                              | 지방도 제917호선과 중복                                |
| 부구대교                                     |                                                            | 울진군                                          | 북면                              | 지방도 제917호선과 중복                                |
| 덕구 교차로                                  | 지방도 제917호선 (덕구온천로)                              | 울진군                                          | 북면                              | 지방도 제917호선과 중복                                |
| 태봉터널                                     |                                                            | 울진군                                          | 북면                              | 상행 연장 390m 하행 연장 355m                          |
| 나곡 교차로                                  | 울진북로                                                   | 울진군                                          | 북면                              | 상행 진출 불가 하행 진입 불가                          |
| 고포터널                                     |                                                            | 울진군                                          | 북면                              | 상행 연장 356m 하행 연장 376m                          |

- 자동차 전용도로 구간
  - 경주시 외동 교차로~효현 교차로 (외현로)
  - 울진군 후정 교차로~고포터널 (동해대로)
- 미개통 구간
  - 경주시 효현 교차로~현곡면 상구리 건포산업로 (외현로): 2023년 예정
- 2018년 이전 구간 (경주시)
  - 모화역 - 입실리 - 남경주 나들목 - 불국사역 - 경주역 - 용강네거리 - 신당 교차로 - 모아초등학교 - 북경주 나들목

### 강원특별자치도
| 이름                                                       | 접속 노선                                                    | 소재지                             | 소재지                                            | 비고                          |
| ---------------------------------------------------------- | ------------------------------------------------------------ | ---------------------------------- | ------------------------------------------------- | ----------------------------- |
| 월천터널                                                   |                                                              | 삼척시                             | 원덕읍                                            | 상행 연장 145m 하행 연장 205m |
| 월천교                                                     |                                                              | 삼척시                             | 원덕읍                                            |                               |
| 호산 교차로 (호산시외버스정류장)                           | 지방도 제416호선 (가곡천로) 삼척로                           | 삼척시                             | 원덕읍                                            |                               |
| 호산천교                                                   |                                                              | 삼척시                             | 원덕읍                                            |                               |
| 노곡 교차로                                                | 삼척로                                                       | 삼척시                             | 원덕읍                                            |                               |
| 임원 교차로                                                | 삼척로 임원본촌길                                            | 삼척시                             | 원덕읍                                            |                               |
| 임원천교                                                   |                                                              | 삼척시                             | 원덕읍                                            |                               |
| 신남 교차로(남)                                            | 삼척로                                                       | 삼척시                             | 원덕읍                                            | 상행 진출 불가 하행 진입 불가 |
| 신남 교차로(북) (신남2교)                                  | 삼척로                                                       | 삼척시                             | 원덕읍                                            | 상행 진입 불가 하행 진출 불가 |
| 장호터널                                                   |                                                              | 삼척시                             | 원덕읍                                            | 연장 915m                     |
| 장호터널                                                   | 근덕면                                                       | 삼척시                             |                                                   | 연장 915m                     |
| 용화 교차로                                                | 삼척로                                                       | 삼척시                             |                                                   |                               |
| 궁촌 교차로                                                | 삼척로                                                       | 삼척시                             |                                                   |                               |
| 동막 교차로                                                | 지방도 제427호선 (방재로)                                    | 삼척시                             |                                                   |                               |
| 근덕 교차로                                                | 삼척로                                                       | 삼척시                             |                                                   |                               |
| 근덕 나들목                                                | 65호선 동해고속도로                                          | 삼척시                             |                                                   |                               |
| 한치교                                                     |                                                              | 삼척시                             |                                                   |                               |
| 한치터널                                                   |                                                              | 삼척시                             | 상행 연장 565m 하행 연장 570m                     |                               |
| 한치터널                                                   | 남양동                                                       | 삼척시                             | 상행 연장 565m 하행 연장 570m                     |                               |
| 오분 교차로                                                | 삼척로 박걸남로                                              | 삼척시                             |                                                   |                               |
| 삼척남초등학교                                             |                                                              | 삼척시                             |                                                   |                               |
| 사직삼거리                                                 | 중앙로                                                       | 삼척시                             |                                                   |                               |
| 삼척교                                                     |                                                              | 삼척시                             |                                                   |                               |
|                                                            | 정라동                                                       | 삼척시                             |                                                   |                               |
| 삼척교사거리                                               | 오십천로                                                     | 삼척시                             |                                                   |                               |
| 정라삼거리                                                 | 새천년도로                                                   | 삼척시                             |                                                   |                               |
| 정상삼거리                                                 | 척주로                                                       | 삼척시                             |                                                   |                               |
| (이름 없음)                                                | 교동로 광진길                                                | 삼척시                             | 교동                                              |                               |
| 삼척종합운동장                                             |                                                              | 삼척시                             | 교동                                              |                               |
| 삼척 나들목 강원대학교 삼척캠퍼스                          | 봉황로 뒷나루길                                              | 삼척시                             | 교동                                              |                               |
| 갈천삼거리                                                 | 새천년도로 우지길                                            | 삼척시                             | 교동                                              |                               |
| 공단삼거리                                                 | 공단1로                                                      | 동해시                             | 북평동                                            |                               |
| 북평 나들목                                                | 대동로                                                       | 동해시                             | 북평동                                            |                               |
| 단봉삼거리                                                 | 국도 제38호선 국가지원지방도 제28호선 (강원남부로)           | 동해시                             | 북평동                                            |                               |
| 이원사거리                                                 | 전천로                                                       | 동해시                             | 북평동                                            |                               |
| 전천교                                                     |                                                              | 동해시                             | 북평동                                            |                               |
|                                                            | 북삼동                                                       | 동해시                             |                                                   |                               |
| 북평 교차로                                                | 국도 제42호선 (서동로)                                       | 동해시                             | 하행 진출입만 가능                                |                               |
| 나안삼거리                                                 | 청운1길                                                      | 동해시                             |                                                   |                               |
| 효가사거리                                                 | 효자로                                                       | 동해시                             |                                                   |                               |
| 한중대입구                                                 | 효가로                                                       | 동해시                             |                                                   |                               |
| (이름 없음)                                                | 용정로                                                       | 동해시                             |                                                   |                               |
| 동해화물터미널                                             |                                                              | 동해시                             |                                                   |                               |
| 동해 나들목                                                | 65호선 동해고속도로                                          | 동해시                             |                                                   |                               |
| 운동장사거리 (동해웰빙레포츠타운)                          | 동굴로                                                       | 동해시                             | 천곡동                                            |                               |
| 주공4차삼거리                                              | 한섬로                                                       | 동해시                             | 천곡동                                            |                               |
| 동해삼육초등학교 동해삼육중학교                            |                                                              | 동해시                             | 천곡동                                            |                               |
| 천곡사거리                                                 | 천곡로                                                       | 동해시                             | 천곡동                                            |                               |
| 동해시외버스터미널                                         |                                                              | 동해시                             | 천곡동                                            |                               |
| 천곡 교차로                                                | 동해대로 하평로                                              | 동해시                             | 천곡동                                            |                               |
| 동해고속버스터미널                                         |                                                              | 동해시                             | 부곡동                                            |                               |
| 부곡치안센터                                               | 임항로                                                       | 동해시                             | 부곡동                                            |                               |
| 동호초등학교                                               |                                                              | 동해시                             | 발한동                                            |                               |
| 묵호역사거리                                               | 해안로                                                       | 동해시                             | 발한동                                            |                               |
| 발한동주민센터                                             |                                                              | 동해시                             | 발한동                                            |                               |
| 발한삼거리                                                 | 일출로                                                       | 동해시                             | 발한동                                            |                               |
| 사문삼거리                                                 | 해안로                                                       | 동해시                             | 발한동                                            |                               |
| 망상동행정복지센터                                         |                                                              | 동해시                             | 발한동                                            |                               |
| 창호초교입구                                               | 해맞이길                                                     | 동해시                             | 발한동                                            |                               |
| 묵호여자중학교                                             |                                                              | 동해시                             | 발한동                                            |                               |
| 사문재 교차로                                              | 동해대로                                                     | 동해시                             | 발한동                                            |                               |
| 초구 교차로                                                | 동해대로                                                     | 동해시                             | 망상동                                            |                               |
| 망상 나들목                                                | 65호선 동해고속도로                                          | 동해시                             | 망상동                                            |                               |
| 노봉 교차로                                                | 일출로                                                       | 동해시                             | 망상동                                            |                               |
| 노봉교                                                     |                                                              | 동해시                             | 망상동                                            |                               |
| 망상역                                                     |                                                              | 동해시                             | 망상동                                            |                               |
| 망상삼거리                                                 |                                                              | 동해시                             | 망상동                                            |                               |
| 망상뜰2 교차로                                             | 망상길                                                       | 동해시                             | 망상동                                            |                               |
| 망상초등학교                                               |                                                              | 동해시                             | 망상동                                            |                               |
| 해수욕장사거리                                             | 망상길                                                       | 동해시                             | 망상동                                            |                               |
| 망상2 교차로                                               |                                                              | 동해시                             | 망상동                                            |                               |
| 기곡 교차로                                                | 터일길                                                       | 동해시                             | 망상동                                            |                               |
| 석두골 교차로                                              | 석두골길                                                     | 동해시                             | 망상동                                            |                               |
| 도직 교차로                                                | 도직길                                                       | 강릉시                             | 옥계면                                            |                               |
| 도직교                                                     |                                                              | 강릉시                             | 옥계면                                            |                               |
| 도직항                                                     |                                                              | 강릉시                             | 옥계면                                            |                               |
| 옥계역 교차로 (옥계역)                                     |                                                              | 강릉시                             | 옥계면                                            |                               |
| 주수 교차로                                                |                                                              | 강릉시                             | 옥계면                                            |                               |
| 주수교                                                     |                                                              | 강릉시                             | 옥계면                                            |                               |
| 옥계 교차로 (옥계 나들목)                                  | 65호선 동해고속도로 옥계로                                   | 강릉시                             | 옥계면                                            | 옥계로로 진입                 |
| 낙풍사거리                                                 | 풍동로 헌화로                                                | 강릉시                             | 옥계면                                            |                               |
| 낙풍2 교차로                                               | 율곡로 헌화로                                                | 강릉시                             | 옥계면                                            |                               |
| 동해2터널                                                  |                                                              | 강릉시                             | 옥계면                                            | 연장 449m                     |
| 동해2터널                                                  | 강동면                                                       | 강릉시                             |                                                   | 연장 449m                     |
| 정동천교                                                   |                                                              | 강릉시                             |                                                   |                               |
| 정동진 교차로                                              | 오이동길                                                     | 강릉시                             |                                                   |                               |
| 동해1호터널                                                |                                                              | 강릉시                             | 연장 552m                                         |                               |
| 임곡 교차로                                                | 임곡로                                                       | 강릉시                             |                                                   |                               |
| 군성강교                                                   |                                                              | 강릉시                             |                                                   |                               |
| 안인 교차로                                                | 율곡로                                                       | 강릉시                             |                                                   |                               |
| 구룡교                                                     |                                                              | 강릉시                             | 강남동                                            |                               |
| 유산교                                                     | 유산로 칠성로                                                | 강릉시                             | 강남동                                            |                               |
| (내곡 교차로)                                              | 남부로                                                       | 강릉시                             | 강남동                                            |                               |
| 강릉대교                                                   |                                                              | 강릉시                             | 내곡동                                            |                               |
| 강릉대교                                                   | 홍제동                                                       | 강릉시                             |                                                   |                               |
| 홍제 교차로 (강릉시청)                                     | 강릉대로                                                     | 강릉시                             | 국도 제35호선과 간접 연결                         |                               |
| (이름 없음)                                                | 유천길                                                       | 강릉시                             | 교동                                              |                               |
| 솔올 교차로                                                | 교동광장로                                                   | 강릉시                             | 교동                                              |                               |
| 지변 교차로 (강릉원주대학교 강릉캠퍼스)                    | 죽헌길                                                       | 강릉시                             | 교동                                              |                               |
| 죽헌 교차로                                                | 율곡로                                                       | 강릉시                             | 경포동                                            | 상하행선 교차로 분리          |
| 춘천지방검찰청 강릉지청 춘천지방법원 강릉지원 강릉보훈지청 |                                                              | 강릉시                             | 경포동                                            |                               |
| 즈므고가교                                                 | 사임당로 안현로                                              | 강릉시                             | 경포동                                            |                               |
| 방동 교차로                                                | 과학단지로                                                   | 강릉시                             | 사천면                                            |                               |
| 강릉아산병원입구                                           | 방동길                                                       | 강릉시                             | 사천면                                            |                               |
| 미노 교차로                                                | 미노길                                                       | 강릉시                             | 사천면                                            |                               |
| 사천교                                                     |                                                              | 강릉시                             | 사천면                                            |                               |
| 북강릉 나들목                                              | 65호선 동해고속도로                                          | 강릉시                             | 사천면                                            |                               |
| 연곡교                                                     |                                                              | 강릉시                             | 연곡면                                            |                               |
| 연곡 교차로                                                | 국도 제6호선 (두능~연곡간 도로) 진고개로                     | 강릉시                             | 연곡면                                            |                               |
| 동덕 교차로                                                | 연주로                                                       | 강릉시                             | 연곡면                                            |                               |
| 주문진 입체교차로                                          | 신리천로                                                     | 강릉시                             | 주문진읍                                          |                               |
| 주문삼거리                                                 | 주문북로                                                     | 강릉시                             | 주문진읍                                          |                               |
| 향호삼거리                                                 | 참샘길                                                       | 강릉시                             | 주문진읍                                          |                               |
| 남양양 나들목 (지경육교)                                   | 65호선 동해고속도로                                          | 양양군                             | 현남면                                            |                               |
| 원포삼거리                                                 | 화상천로                                                     | 양양군                             | 현남면                                            |                               |
| 남애삼거리                                                 | 매바위길                                                     | 양양군                             | 현남면                                            |                               |
| 미륭삼거리                                                 | 미륭마을길                                                   | 양양군                             | 현남면                                            |                               |
| 남애항삼거리                                               | 안남애길                                                     | 양양군                             | 현남면                                            |                               |
| 광진삼거리                                                 | 매호길                                                       | 양양군                             | 현남면                                            |                               |
| 인구삼거리                                                 | 인구중앙길                                                   | 양양군                             | 현남면                                            |                               |
| 시변리삼거리                                               | 새나루길 인구중앙길                                          | 양양군                             | 현남면                                            |                               |
| 동산항삼거리                                               | 동산큰길                                                     | 양양군                             | 현남면                                            |                               |
| 북분삼거리                                                 | 북죽로                                                       | 양양군                             | 현남면                                            |                               |
| 무궁화동산                                                 |                                                              | 양양군                             | 현북면                                            |                               |
| 하조대 교차로                                              | 하조대1길                                                    | 양양군                             | 현북면                                            |                               |
| 발감교                                                     | 하조대1길                                                    | 양양군                             | 현북면                                            |                               |
| 광정교                                                     |                                                              | 양양군                             | 현북면                                            |                               |
| (이름 없음)                                                | 지방도 제418호선 (송이로) 하조대1길                          | 양양군                             | 현북면                                            |                               |
| (이름 없음)                                                | 선사유적로                                                   | 양양군                             | 손양면                                            |                               |
| 하조대 나들목 (하조대IC 교차로)                            | 65호선 동해고속도로                                          | 양양군                             | 손양면                                            |                               |
| (이름 없음)                                                | 상촌로                                                       | 양양군                             | 손양면                                            | 상행 진입 불가 하행 진출 불가 |
| 손양 나들목                                                | 공항로                                                       | 양양군                             | 손양면                                            |                               |
| 송현사거리                                                 | 국도 제59호선 (안산1길) 동명로                               | 양양군                             | 손양면                                            |                               |
| 양양대교                                                   |                                                              | 양양군                             | 손양면                                            |                               |
|                                                            | 양양읍                                                       | 양양군                             |                                                   |                               |
| 양양삼거리                                                 | 양양로                                                       | 양양군                             |                                                   |                               |
| 청곡 교차로                                                | 국도 제44호선 국도 제56호선 국가지원지방도 제56호선 (설악로) | 양양군                             | 국가지원지방도 제56호선과 중복                    |                               |
| 조산사거리                                                 | 사래로                                                       | 양양군                             | 국가지원지방도 제56호선과 중복                    |                               |
| 조산삼거리                                                 | 일출로                                                       | 양양군                             | 국가지원지방도 제56호선과 중복                    |                               |
| 조산초등학교                                               |                                                              | 양양군                             | 국가지원지방도 제56호선과 중복                    |                               |
| 도립공원삼거리                                             | 일출로                                                       | 양양군                             | 국가지원지방도 제56호선과 중복                    | 강현면                        |
| 낙산버스터미널                                             |                                                              | 양양군                             | 국가지원지방도 제56호선과 중복                    | 강현면                        |
| 낙산사거리                                                 | 안골로 일출로                                                | 양양군                             | 국가지원지방도 제56호선과 중복                    | 강현면                        |
| 설악해수욕장 강현면사무소                                  |                                                              | 양양군                             | 국가지원지방도 제56호선과 중복                    | 강현면                        |
| 공항삼거리                                                 | 진미로                                                       | 양양군                             | 국가지원지방도 제56호선과 중복                    | 강현면                        |
| 물치교                                                     |                                                              | 양양군                             | 국가지원지방도 제56호선과 중복                    | 강현면                        |
| 쌍천교                                                     |                                                              | 양양군                             | 국가지원지방도 제56호선과 중복                    | 강현면                        |
|                                                            | 속초시                                                       | 대포동                             | 국가지원지방도 제56호선과 중복                    |                               |
| 설악해맞이공원 (설악산입구)                                | 속초시                                                       | 대포동                             | 국가지원지방도 제56호선과 중복                    | 설악산로                      |
| 대포항 대포초등학교                                        | 속초시                                                       | 대포동                             | 국가지원지방도 제56호선과 중복                    |                               |
| 농공단지앞사거리                                           | 속초시                                                       | 대포동                             | 국가지원지방도 제56호선과 중복                    | 해오름로 농공단지길           |
| 조양 교차로                                                | 속초시                                                       | 청대로                             | 국가지원지방도 제56호선과 중복                    | 조양동                        |
| 새마을사거리                                               | 속초시                                                       | 조양로 새마을길                    | 국가지원지방도 제56호선과 중복                    | 조양동                        |
| 고속버스터미널앞 (속초고속버스터미널)                      | 속초시                                                       | 청호로 해오름로                    | 국가지원지방도 제56호선과 중복                    | 조양동                        |
| (이름 없음)                                                | 속초시                                                       | 설악금강대교로                     | 국가지원지방도 제56호선과 중복 상행만 진출입 가능 | 조양동                        |
| 엑스포장입구삼거리                                         | 속초시                                                       | 엑스포로                           | 국가지원지방도 제56호선과 중복                    | 조양동                        |
| 청초교                                                     | 속초시                                                       |                                    | 국가지원지방도 제56호선과 중복                    | 조양동                        |
|                                                            | 속초시                                                       | 교동                               | 국가지원지방도 제56호선과 중복                    |                               |
| 청초교사거리                                               | 속초시                                                       | 온천로                             | 국가지원지방도 제56호선과 중복                    |                               |
| 속초소방서                                                 | 속초시                                                       |                                    | 국가지원지방도 제56호선과 중복                    |                               |
| 교동삼거리                                                 | 속초시                                                       | 중앙로                             | 국가지원지방도 제56호선과 중복                    |                               |
| 만천사거리                                                 | 속초시                                                       | 수복로                             | 국가지원지방도 제56호선과 중복                    |                               |
| 만천삼거리                                                 | 속초시                                                       | 청대로                             | 국가지원지방도 제56호선과 중복                    |                               |
| 교동지하차도사거리 (교동지하차도)                          | 속초시                                                       | 국가지원지방도 제56호선 (미시령로) | 국가지원지방도 제56호선과 중복                    |                               |
| 용촌1교                                                    |                                                              | 고성군                             | 토성면                                            |                               |
| 용촌삼거리 (용촌육교)                                      | 잼버리동로 중앙로                                            | 고성군                             | 토성면                                            |                               |
| 봉포삼거리                                                 | 토성로                                                       | 고성군                             | 토성면                                            |                               |
| 봉포지하차도                                               | 봉포5길                                                      | 고성군                             | 토성면                                            |                               |
| 봉포교 (경동대학교 설악URIA캠퍼스)                         | 봉포4길                                                      | 고성군                             | 토성면                                            |                               |
| 고성제생병원                                               |                                                              | 고성군                             | 토성면                                            |                               |
| 천진사거리                                                 | 고성대로 토성로 천진해변길                                   | 고성군                             | 토성면                                            |                               |
| 청간삼거리                                                 | 아야진해변길 청간골길                                        | 고성군                             | 토성면                                            |                               |
| 아야진삼거리                                               | 아야진길 진동길                                              | 고성군                             | 토성면                                            |                               |
| 교암사거리                                                 | 교암길 화원길                                                | 고성군                             | 토성면                                            |                               |
| 문암삼거리                                                 | 무릉도원로                                                   | 고성군                             | 죽왕면                                            |                               |
| 문암교                                                     |                                                              | 고성군                             | 죽왕면                                            |                               |
| 백도 교차로                                                | 운봉산로 문암항길                                            | 고성군                             | 죽왕면                                            |                               |
| 오호 교차로 (봉수대해수욕장)                               | 심층수길                                                     | 고성군                             | 죽왕면                                            |                               |
| 죽왕 교차로                                                | 송지호로                                                     | 고성군                             | 죽왕면                                            |                               |
| 송지호 교차로                                              | 심층수길                                                     | 고성군                             | 죽왕면                                            |                               |
| 공현진 교차로                                              | 공현진길                                                     | 고성군                             | 죽왕면                                            |                               |
| 가진 교차로                                                | 가진해변길 짱고개길                                          | 고성군                             | 죽왕면                                            |                               |
| 남천교                                                     |                                                              | 고성군                             | 죽왕면                                            |                               |
|                                                            | 간성읍                                                       | 고성군                             |                                                   |                               |
| (지하차도)                                                 | 탑동길                                                       | 고성군                             |                                                   |                               |
| 간성 교차로                                                | 간성로                                                       | 고성군                             |                                                   |                               |
| 상리 교차로                                                | 국도 제46호선 (간성로)                                       | 고성군                             | 북천 교차로와 연결                                |                               |
| 북천1교                                                    |                                                              | 고성군                             |                                                   |                               |
|                                                            | 거진읍                                                       | 고성군                             |                                                   |                               |
| 대대 교차로                                                | 진부령로                                                     | 고성군                             | 하행 진출만 가능                                  |                               |
| 송죽 교차로                                                | 진부령로                                                     | 고성군                             |                                                   |                               |
| 오정 교차로                                                | 송죽2길                                                      | 고성군                             |                                                   |                               |
| 반암항                                                     |                                                              | 고성군                             |                                                   |                               |
| 자산삼거리                                                 | 거탄진로                                                     | 고성군                             |                                                   |                               |
| (이름 없음)                                                | 거평로 건봉사로                                              | 고성군                             |                                                   |                               |
| (이름 없음)                                                | 화진포길                                                     | 고성군                             |                                                   |                               |
| (대진중고등학교입구)                                       | 화진포길                                                     | 고성군                             | 현내면                                            |                               |
| 초도삼거리                                                 | 한나루로                                                     | 고성군                             | 현내면                                            |                               |
| 대진시외버스터미널                                         |                                                              | 고성군                             | 현내면                                            |                               |
| (이름 없음)                                                | 한나루로                                                     | 고성군                             | 현내면                                            |                               |
| 마차진해수욕장                                             |                                                              | 고성군                             | 현내면                                            |                               |
| 통일전망대 출입신고소                                      |                                                              | 고성군                             | 현내면                                            |                               |
| 명파보건진료소 명파초등학교                                |                                                              | 고성군                             | 현내면                                            |                               |
| 명파리                                                     |                                                              | 고성군                             | 현내면                                            | 민간인 출입통제 구간          |
| 사천2 교차로                                               |                                                              | 고성군                             | 현내면                                            | 민간인 출입통제 구간          |
| 고성세관 DMZ박물관                                         |                                                              | 고성군                             | 현내면                                            | 민간인 출입통제 구간          |
| 통일전망대                                                 |                                                              | 고성군                             | 현내면                                            | 민간인 출입통제 구간          |
| 조선민주주의인민공화국 구간                                |                                                              |                                    |                                                   |                               |

- 자동차 전용도로 구간
  - 삼척시 월천터널~오분 교차로 (동해대로)

## 도로명
부산광역시·경상남도
- 중구 옛시청 교차로~부산진구 송공삼거리: 중앙대로
- 부산진구 송공삼거리~연제구 교대사거리: 거제대로
- 연제구 교대사거리~양산시 동면 영천초등학교: 중앙대로
- 양산시 동면 영천초등학교~개곡 교차로: 웅상대로
- 양산시 동면 개곡교차로~용당동 용당터널: 통신사로

울산광역시
- 울주군 웅촌면 용당터널~북구 중산 교차로: 이예로
- 북구 중산 교차로~중산동: 산업로

경상북도
- 경주시 외동읍 모화리~외동 교차로: 산업로
- 경주시 외동읍 외동 교차로~현곡면 상구리: 외현로
- 경주시 현곡면 상구리~천북면 북경주 나들목: 건포산업로
- 경주시 천북면 북경주 나들목~강동면 유강터널: 산업로
- 포항시 남구 연일읍 유강터널~북구 용흥고가차도: 새천년대로
- 포항시 북구 용흥고가차도~세무서삼거리: 용당로
- 포항시 북구 세무서삼거리~우현사거리: 중앙로
- 포항시 북구 우현사거리~흥해읍 성곡 나들목: 소티재로
- 포항시 북구 흥해읍 성곡 나들목~초곡 교차로: 동해대로
- 포항시 북구 흥해읍 초곡 교차로~용천 교차로: 의창로
- 포항시 북구 흥해읍 용천 교차로~울진군 북면 고포터널: 동해대로

강원특별자치도
- 삼척시 원덕읍 월천터널~동해시 발한동 사문재 교차로: 동해대로
- 동해시 발한동 사문재 교차로~망상동 초구 교차로: 발한로
- 동해시 망상동 초구 교차로~고성군 현내면 대강리 군사분계선: 동해대로
- 고성군 현내면 제진리~통일전망대: 통일전망대로

## 자동차 전용도로 구간
아래 구간은 국토교통부에서 지정한 자동차 전용도로 구간이므로 보행자, 자전거 등은 통행할 수 없다. 이륜자동차 (모터사이클 혹은 오토바이)는 긴급자동차 (싸이카 및 소방용 모터사이클 등)에 한해 통행이 가능하며, 그 밖의 이륜자동차와 경운기, 우마차, 트랙터, 손수레는 통행할 수 없다.
| 도로명   | 시점                                             | 종점                                             | 총연장 (km) | 차로수 | 지정일           |
| -------- | ------------------------------------------------ | ------------------------------------------------ | ----------- | ------ | ---------------- |
| 통신사로 | 경상남도 양산시 동면 개곡리(개곡 교차로)         | 경상남도 양산시 용당동(용당 교차로)              | 10.46       | 4      | 2011년 9월 27일  |
| 이예로   | 경상남도 양산시 용당동(용당 교차로)              | 울산광역시 울주군 웅촌면 대복리(대복 교차로)     | 7.0         | 4      | 2016년 8월 9일   |
| 이예로   | 울산광역시 울주군 웅촌면 대복리(대복 교차로)     | 울산광역시 울주군 청량면 문죽리(문죽 교차로)     | 6.32        | 4      | 2016년 8월 9일   |
| 이예로   | 울산광역시 울주군 청량읍 문죽리(문죽 교차로)     | 울산광역시 남구 옥동(갈티 교차로)                | 1.59        | 4      | 2022년 4월 1일   |
| 외현로   | 경상북도 경주시 외동읍 구어리(외동 교차로)       | 경상북도 경주시 광명동(효현 교차로)              | 25.72       | 4      | 2007년 2월 27일  |
| 외현로   | 경상북도 경주시 현곡면 상구리(상구 교차로)       | 경상북도 경주시 광명동(효현 교차로)              | 6.5         | 4      | 2024년 12월 31일 |
| 동해대로 | 경상북도 울진군 북면 고목리(후정 교차로)         | 강원특별자치도 삼척시 원덕읍 월천리(호산 교차로) | 10.64       | 4      | 2000년 2월 24일  |
| 동해대로 | 경상북도 울진군 북면 고목리(후정 교차로)         | 강원특별자치도 삼척시 원덕읍 월천리(호산 교차로) | 1.0         | 4      | 2009년 3월 25일  |
| 동해대로 | 강원특별자치도 삼척시 원덕읍 월천리(호산 교차로) | 강원특별자치도 삼척시 근덕면 궁촌리(궁촌 교차로) | 20.04       | 4      | 2006년 8월 17일  |
| 동해대로 | 강원특별자치도 삼척시 근덕면 매원리(궁촌 교차로) | 강원특별자치도 삼척시 오분동(오분 교차로)        | 15.0        | 4      | 2000년 2월 24일  |

## 기타
- 강릉시에서 동해시를 잇는 일부 구간은 예전에 동해고속도로의 일부 구간이었으나 동해고속도로가 이설, 확장 개통하면서 국도 제7호선으로 편입되었다.
- 2000년 2월 6일 KBS에서 방송된 《하늘에서 본 국도 7호선》에서 그 모습이 방영되기도 했다.

재방영되기도 하였다.
- 2013년 1월, EBS에서 방송된 《한국기행》 10부작 시리즈인 《7번국도》에 그 모습이 방영되기도 했다.
- 부산~포항 구간을 제외하고는 거의 전 구간이 해안을 근접 가시권에 두고 있다. 특히 부산~울산 구간은 교통량이 상당히 많아 매일 출ㆍ퇴근 시간대에 교통혼잡이 일어나나 동해고속도로 부산~포항 구간 개통으로 다소 해갈되었으며, 지금은 우회도로가 전혀 없는 포항~영덕 구간에서 상습 정체가 일어나고 있다.
- 동해대로 구간에서 공식적으로 자동차 전용도로로 지정된 곳은 강원특별자치도 삼척시 오분동~경상북도 울진군 죽변면 구간이지만 경상북도 울진군 죽변면~경상북도 영덕군 영덕읍 구간도 신호가 거의 없고 거의 전구간이 입체교차로화되어 차량들이 고속으로 운행하기 때문에 저속차량(경운기 및 100cc 이하 저배기량 이륜자동차 등)을 운행할 경우 가급적 구도로로 우회하거나 최대한 바깥차선으로 조심해 운행하는것이 좋다.